# William Lafayette Strong
William Lafayette Strong, född 22 mars 1827 i Ohio, död 2 november 1900, var en amerikansk politiker (republikan). Han var New Yorks borgmästare 1895–1897. Han kandiderade 1882 utan framgång till USA:s representanthus. I borgmästarvalet 1894 besegrade han demokraten Hugh J. Grant som stöddes av den mäktiga organisationen Tammany Hall.
Den vanliga mandatperioden för New Yorks borgmästare vid den här tidpunkten var två år men Strong fick vara borgmästare ett tredje kalenderår, 1897, eftersom New York då valde nya beslutsfattare för en betydligt större stad som uppstod den 1 januari 1898 i och med att Kings County (Brooklyn), Richmond County (Staten Island) och de västra delarna av Queens County (Queens) införlivades i New York. De östra delarna av Bronx hade införlivats 1895, vilket innebar att New York under Strongs treåriga mandatperiod som borgmästare omfattade hela Manhattan och hela Bronx, ett större område än vad hans företrädare hade haft att göra med men ett betydligt mindre område än det Greater New York hans efterträdare fick utöva makt i. Hempstead, North Hempstead och Oyster Bay i de östra delarna av Queens County gick däremot inte med i staden New York utan bildade 1899 Nassau County.
Strongs grav är på Woodlawn Cemetery i Bronx.